# Lidia Amarales
Lidia Magdalena Amarales Osorio (Providencia, 1953) es una médica cirujana, magíster en Salud Pública, política chilena, y exmilitante del Partido por la Democracia (PPD) y del Partido Comunista de Chile (PC). Se desempeñó como subsecretaria de Salud Pública de su país durante el primer gobierno de Michelle Bachelet entre 2006 y 2008, y como Directora Nacional del Servicio Nacional para la Prevención y Rehabilitación del Consumo de Drogas y Alcohol de Chile (SENDA) entre 2014 y 2015.

## Vida personal
Nació en Santiago de Chile, hija de los magallanicos Dr. Jorge Amarales Aspinall y Marta Lidia Osorio Perich. A la edad de 7 años se mudó junto a su familia a la ciudad de Punta Arenas, donde realizó sus estudios primarios y secundarios en el Liceo de Niñas de Punta Arenas. Realizó sus estudios superiores de Medicina en la Universidad de Chile en Santiago entre los años 1971 y 1978, para luego especializarse como Pediatra en 1984, y como Broncopulmonar Infantil en 2004. La formación de esta última subespecialidad, la efectuó en el Hospital Académico de la Universidad Libre de Bruselas, Bélgica. Entre 2008 y 2011 cursó un magíster en salud pública en la Universidad de Chile. 
Se casó en Santiago en 1978, con el ginecólogo Eric Román Carrasco, quien fuera concejal de la comuna de Punta Arenas entre 2005 y 2008.Juntos tienen tres hijos, Javiera (1980), Gabriela (1984) y Alonso (1987).
En 1969 fue elegida Reina de las Nieves durante la primera edición del Carnaval de Invierno de Punta Arenas, venciendo en esa ocasión a Vivianne Blanlot.

## Trayectoria profesional
Se desempeñó como médico cirujano, pediatra y broncopulmonar infantil por más de 20 años en las unidades de Pediatría y Broncopulmonar Infantil del Hospital Clínico de Magallanes Dr. Lautaro Navarro Avaria. Allí, fungió la jefatura y coordinación del programa «Infecciones Respiratorias Agudas» (IRA).Dentro de su carrera profesional, entre 1994 y 2011, se desempeñó como coinvestigadora y coordinadora en Punta Arenas del proyecto «Estudio Internacional del Asma y las Alergias Infantiles» (ISAAC), auspiciado por la Organización Mundial de la Salud (OMS).
Luego, bajo el gobierno del presidente Ricardo Lagos, estuvo a cargo de la Secretaría Regional Ministerial (Seremi) de Salud de la Región de Magallanes y de la Antártica Chilena. Asimismo, durante el primer gobierno de Michelle Bachelet, ejerció como titular de la Subsecretaría de Salud Pública entre 2006 y 2008. En esa función fue desde la cual se implementó en agosto de 2006 la «Ley del Tabaco» (n° 20.105).
Para el segundo gobierno de Michelle Bachelet, fue nombrada como directora nacional del Servicio Nacional para la Prevención y Rehabilitación del Consumo de Drogas y Alcohol (SENDA), dependiente del Ministerio del Interior y Seguridad Pública. Dejó el cargo en abril de 2015, luego de que no fuera considerada por el concurso de Alta Dirección Pública en la terna de la cual saldría la persona que dirigiría la institución hasta 2018. Tras aquello, pasó a ser cofundadora de la «Fundación Chile Libre de Tabaco».
Desde 2022 se desempeña como Profesor Asociado en la Universidad de Magallanes, asumiendo el cargo de Subdirectora Asistencial del Centro Asistencial Docente y de Investigación de la alta casa de estudios. En 2023 fue nombrada presidenta y consejera del Consejo Consultivo de las Garantías Explicitas AUGE-GES para el periodo 2023-2026.

## Trayectoria política
Militó en su juventud en las Juventudes Comunistas de Chile (JJ.CC.) durante el gobierno de la Unidad Popular de Salvador Allende. Al ocurrir el golpe de Estado del 11 de septiembre de 1973, fue detenida y torturada por varias semanas junto a compañeros de la escuela de medicina en el centro de detención de la Escuela de Especialidades El Bosque de la Fuerza Aérea, en la Gran Avenida, y posteriormente en el cuartel de Investigaciones de General Mackenna, la Cárcel Pública a la época. A la vez, en un juicio sumario en la Universidad de Chile, fue condenada a repetir íntegramente un año de la carrera de Medicina por ser subversiva. Hoy aparece como víctima de prisión política y tortura en el Informe Valech.
Entre los años 1990 y 1997 fue cofundadora y vocera de la ONG "Defensa del Bosque Nativo Magallánico" en defensa del bosque nativo Magallánico frente a la explotación indiscriminada. Junto a la ONG, se presentaron recursos de amparo en la Corte de Apelaciones de la Región, y posteriormente sentenciada por la Corte Suprema el año 1997, inicialmente en contra de la Empresa Magallánica de Bosques (1990-1995), que llevó al término de los proyectos de chip en Bahía Catalina en la ciudad de Punta Arenas y posteriormente en contra del proyecto "Río Cóndor" que pretendía llevar a cabo la Empresa Forestal Trillium Ltda.
En 2005, fue candidata a diputada por la Región de Magallanes y Antártica Chilena, resultando no electa con el 21.4% de los votos. Desde 2010 ha sido cofundadora y vocera de la ONG "Chile Libre de Tabaco" y de la "Mesa ciudadana de Tabaco y Salud" las cuales impulsan políticas públicas y legislativas en favor de un mayor control del tabaquismo en Chile.

## Historial electoral

### Elecciones parlamentarias de 2005
- Elecciones parlamentarias de 2005 a Diputado por el distrito 60 (Río Verde, Antártica, Laguna Blanca, Natales, Cabo de Hornos, Porvenir, Primavera Punta Arenas, San Gregorio, Timaukel y Torres del Paine)

| Candidato                          | Pacto                          | Partido | Votos  | %     | Resultado |
| ---------------------------------- | ------------------------------ | ------- | ------ | ----- | --------- |
| Carolina Goic Borojevic            | Concertación Democrática       | DC      | 17 766 | 27,1  | Diputada  |
| Rodrigo Álvarez Zenteno            | Alianza                        | UDI     | 15 876 | 24,22 | Diputado  |
| Miodrag Marinović Solo de Zaldívar | Independiente (Fuera de pacto) | IND     | 14 776 | 22,54 |           |
| Lidia Amarales Osorio              | Concertación Democrática       | PPD     | 14 032 | 21,4  |           |
| Jeannette Antonin Torres           | Juntos Podemos Más             | PC      | 1548   | 2,36  |           |
| René Bobadilla López               | Alianza                        | ILD     | 972    | 1,48  |           |
| Jaime Agurto Torres                | Juntos Podemos Más             | ILC     | 587    | 0,9   |           |